# Crassispira rustica
Crassispira rustica é uma espécie de gastrópode do gênero Crassispira, pertencente à família Pseudomelatomidae.